# Trzciel
Trzciel (germană Tirschtiegel) este un oraș în Polonia.